# Аріель Рубінштейн
Аріель Рубінштейн  (івр. אריאל רובינשטיין, англ. Ariel Rubinstein; нар. 13 квітня 1951 Єрусалим, Ізраїль) — ізраїльський економіст, фахівець з економічної теорії, теорії ігор, обмеженої раціональності, теорії раціонального вибору та поведінкової економіки.
Бакалавр (1974), магістр мистецтв (1975), магістр наук (1976) і доктор філософії (1979) Єврейського університету (Єрусалим). Викладав у рідному університеті (1981-90, професор з 1986), а також у Тель-Авівському (з 1990) і Нью-Йоркському (з 2004) університетах.

## Нагороди та визнання
- 1985: член Економетрічного товариства[5]
- 1994: іноземний  член Американської академії мистецтв і наук[6]
- 1995: член Ізраїльської академії природничих і гуманітарних наук[7]
- 1995: член Американської економічної спілки
- 2000: Премія Бруно[he]
- 2002: Почесний доктор Тільбурзького університету[de][8]
- 2002: Премія Ізраїлю[9][10]
- 2004: Премія Неммерса з економіки[11][12]
- 2004: Президент Економетрічного товариства[13]
- 2006: Премія EMET[en][14]
- 2007: член-кореспондент Британської академії
- 2010: Ротшильдовська премія[15]
- 2012: член Європейської Академії[16]
- 2019: Clarivate Citation Laureates
- член Європейської академії наук і мистецтв;

## Доробок

### Книги
- Bargaining and Markets, mit M.Osborne, Academic Press 1990
- A Course in Game Theory mit M.Osborne, MIT Press, 1994
- Modeling Bounded Rationality, MIT Press, 1998 (PDF-Datei [Архівовано 20 вересня 2020 у Wayback Machine.])
- Economics and Language, Cambridge University Press, 2000
- Lecture Notes in Microeconomics (modeling the economic agent), Princeton University Press, 2005 (PDF-Datei [Архівовано 21 жовтня 2011 у Wayback Machine.])

### Статті
- Equilibrium in Supergames with the Overtaking Criterion in Journal of Economic Theory Nr. 21, 1979, S. 1–9 (PDF-Datei [Архівовано 30 жовтня 2021 у Wayback Machine.])
- Perfect Equilibrium in a Bargaining Model in Econometrica 50 (1982), S. 97–110 (PDF-Datei [Архівовано 16 серпня 2006 у Wayback Machine.])
- Equilibrium in a Market with Sequential Bargaining mit Asher Wolinsky in Econometrica 53, 1985, S. 1133–1150 (PDF-Datei [Архівовано 30 жовтня 2021 у Wayback Machine.])
- Finite Automata Play the Repeated Prisoner’s Dilemma in Journal of Economic Theory 39, 1986, S. 83–96 (PDF-Datei [Архівовано 7 вересня 2021 у Wayback Machine.])
- Similarity and Decision-Making Under Risk in Journal of Economic Theory 46, 1988, S. 145–153 (PDF-Datei [Архівовано 30 жовтня 2021 у Wayback Machine.])
- The Electronic Mail Game: A Game with Almost Common Knowledge in American Economic Review 79, 1989, S. 385–391 (PDF-Datei [Архівовано 7 травня 2021 у Wayback Machine.])
- Comments on the Interpretation of Game Theory in Econometrica 59, 1991, S. 909–924 (PDF-Datei [Архівовано 29 червня 2020 у Wayback Machine.])
- On the Interpretation of Decision Problems with Imperfect Recall mit Michele Piccione in Games and Economic Behavior 20, 1997, S. 3–24, (PDF-Datei [Архівовано 20 лютого 2020 у Wayback Machine.])
- Games with Procedurally Rational Players mit Martin Osborne in American Economic Review 88, 1998, S. 834–847 (PDF-Datei [Архівовано 2 липня 2020 у Wayback Machine.])
- Dilemmas of An Economic Theorist in Econometrica 74, 2006, S. 865–883 (PDF-Datei [Архівовано 19 грудня 2020 у Wayback Machine.])
- Equilibrium in the Jungle mit Michele Piccione in Economic Journal 117, 2007, S. 883–896 (PDF-Datei [Архівовано 2 липня 2020 у Wayback Machine.])
- Comments on NeuroEconomics in Economics and Philosophy 24, 2008, S. 485–494 (PDF-Datei [Архівовано 29 червня 2020 у Wayback Machine.])